# Neoregelia eleutheropetala
Neoregelia eleutheropetala är en gräsväxtart som först beskrevs av Ernst Heinrich Georg Ule, och fick sitt nu gällande namn av Lyman Bradford Smith. Neoregelia eleutheropetala ingår i släktet Neoregelia och familjen Bromeliaceae. Inga underarter finns listade i Catalogue of Life.